# Chiesa di Sant'Imerio e Clemente
La chiesa dei Santi Imerio e Clemente è un luogo di culto cattolico di Cremona, situato in Via Ferrante Aporti. La chiesa, a navata unica coperta da volte a crociera, fu edificata nel Seicento insieme all'annesso convento quale sede Carmelitani Scalzi.

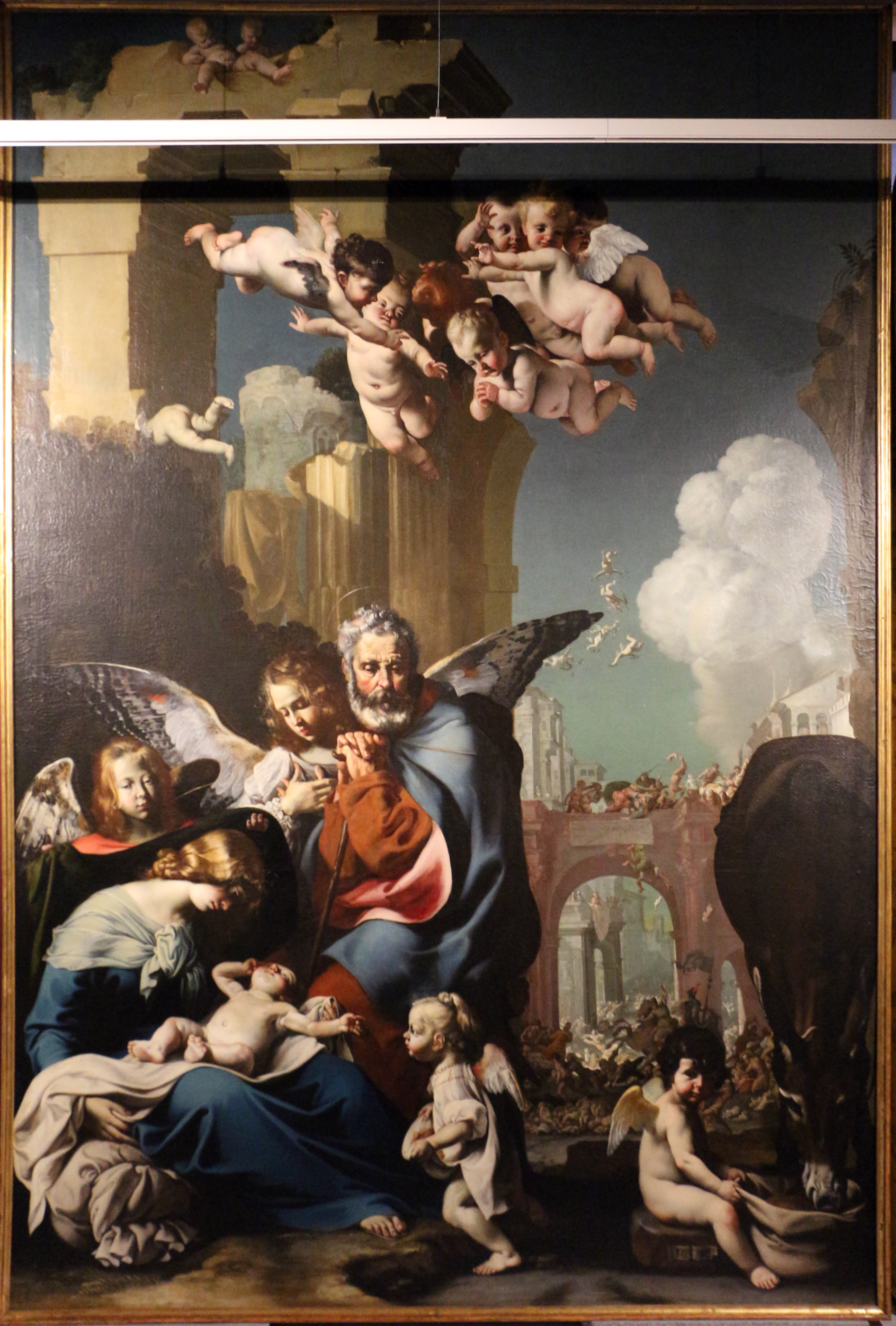
Riposo nella fuga in Egitto, 1650, S. Imerio, Cremona

## Storia
La comunità carmelitana riformata fu voluta dal nobile Cesare Vidoni, marchese di S. Giovanni in Croce, il quale, di concerto con il vescovo Cesare Speciano, acquistò il terreno e le case che donò ai Carmelitani perché vi erigessero chiesa e convento. La prima pietra fu posata il 13 luglio 1606, e sei anni dopo la chiesa, progettata da Francesco Bigallo detto il Fontanella fu consacrata a Sant'Imerio. Nel 1806, a seguito della soppressione del convento dei Carmelitani, la chiesa divenne sede della parrocchia di S. Clemente in S. Imerio. 
La facciata della chiesa non fu mai edificata, mentre l'interno è a navata unica con cappelle laterali. Vi sono custodite importanti tele di maestri barocchi: 
- Vergine con il Bambino e S. Antonio di Giovan Battista Natali che lo eseguì nel 1687
- Vergine con il Bambino, opera di Vincenzo Caffi.
- S. Giovanni che predica nel Deserto, opera seicentesca di Roberto De Longe
- S. Teresa giunge in soccorso di Cremona, opera eseguita da Angelo Massarotti all'altezza degli anni Ottanta del XVII secolo.
- Incontro di S. Domenico con S. Francesco di Gervasio Gatti
- Decollazione di S. Giovanni Battista, opera del 1597 di Luca Cattapane.

L'opera di maggiore importanza della chiesa è il Riposo nella fuga in Egitto di Luigi Miradori detto il Genovesino, pittore barocco di ispirazione neocaravaggesca. Secondo il Biffi il pittore ritrasse nell'opera la sua famiglia, la moglie ed i figli piccoli. Un tripudio di putti è rappresentato, con insolita caratterizzazione, volteggianti nel cielo, mentre altri due sono rappresentati in primo piano, il primo che fissa lo spettatore coinvolgendolo nella scena, mentre regge il sacco dal quale sta mangiando l'asino, l'altro che fissa il Bambino mentre gli offre delle ciliegie raccolte nel lembo della sua veste. Il Bambino e la madre sono entrambe ritratti con affettuosi accenti realistici ed intimi. Dietro di loro, un giovane angelo dalle variopinte ali spiegate contrasta con i suoi lineamenti efebici con la rugosa pelle di san Giuseppe che sorveglia la scena appoggiato al bastone. In assoluto contrasto con il riposo della sacra famiglia è la truce scena della strage degli innocenti resa con accenti di efferata violenza nella città in secondo piano seminascosta dalle rovine classiche che simboleggiano la fine dell'età antica.